# Erwin Maldonado
Erwin Maldonado Saavedra (San Cristóbal, 25 de julho de 1983) é um maratonista aquático venezuelano.

## Carreira

### Rio 2016
Maldonado competiu nos 10 km masculino nos Jogos Olímpicos de Verão de 2016 ficando na 22º colocação.